# Australia/New Zealand Cup w biegach narciarskich 2010
Australia/New Zealand Cup w biegach narciarskich 2010 – kolejna edycja tego cyklu zawodów, zaliczana do Pucharu Kontynentalnego.

## Kobiety

### Kalendarz i wyniki
| Lp | Data             | Miejscowość     | Dystans              | 1. miejsce        | 2. miejsce       | 3. miejsce        |
| -- | ---------------- | --------------- | -------------------- | ----------------- | ---------------- | ----------------- |
| 1. | 6 sierpnia 2010  | Snow Farm       | 10 km s. klasyczny   | Elizabeth Stephen | Morgan Arritola  | Chisa Ōbayashi    |
| 2. | 7 sierpnia 2010  | Snow Farm       | Sprint s. dowolnym   | Chandra Crawford  | Esther Bottomley | Elizabeth Stephen |
| 3. | 8 sierpnia 2010  | Snow Farm       | 5 km s. dowolny      | Lee Chae-won      | Esther Bottomley | Sarah Murphy      |
| 4. | 14 sierpnia 2010 | Perisher Valley | Sprint s. klasycznym | Esther Bottomley  | Aimee Watson     | Lucy Glanville    |
| 5. | 21 sierpnia 2010 | Falls Creek     | 5 km s. klasyczny    | Aimee Watson      | Esther Bottomley | Lee Eun-kyung     |
| 6. | 22 sierpnia 2010 | Falls Creek     | 10 km s. dowolnym    | Aimee Watson      | Esther Bottomley | Lucy Glanville    |

### Klasyfikacja
| Lp. | Zawodnik          | Punkty |
| --- | ----------------- | ------ |
| 1.  | Esther Bottomley  | 590    |
| 2.  | Aimee Watson      | 340    |
| 3.  | Belinda Phillips  | 248    |
| 4.  | Lucy Glanville    | 165    |
| 5.  | Elizabeth Stephen | 160    |
| 6.  | Lee Chae-won      | 145    |
| 7.  | Sarah Murphy      | 141    |
| 8.  | Ju Hye-ri         | 140    |
| 9.  | Lee Eun-kyung     | 130    |
| 10. | Maddy Pfeifer     | 122    |

## Mężczyźni

### Kalendarz i wyniki
| Lp | Data             | Miejscowość     | Dystans              | 1. miejsce      | 2. miejsce       | 3. miejsce       |
| -- | ---------------- | --------------- | -------------------- | --------------- | ---------------- | ---------------- |
| 1. | 6 sierpnia 2010  | Snow Farm       | 15 km s. klasycznym  | Devon Kershaw   | Kris Freeman     | Ivan Babikov     |
| 2. | 7 sierpnia 2010  | Snow Farm       | Sprint s. dowolny    | Simeon Hamilton | Andrew Newell    | Stefan Kuhn      |
| 3. | 8 sierpnia 2010  | Snow Farm       | 10 km s. dowolnym    | Noah Hoffman    | Callum Watson    | Chris Darlington |
| 4. | 14 sierpnia 2010 | Perisher Valley | Sprint s. klasycznym | Ben Sim         | Alexei Almoukov  | Callum Watson    |
| 5. | 21 sierpnia 2010 | Falls Creek     | 10 km s. klasycznym  | Ben Sim         | Valerio Leccardi | Callum Watson    |
| 6. | 22 sierpnia 2010 | Falls Creek     | 15 km s. dowolny     | Ben Sim         | Garrot Kuzzy     | Callum Watson    |

### Klasyfikacja
| Lp. | Zawodnik         | Punkty |
| --- | ---------------- | ------ |
| 1.  | Callum Watson    | 386    |
| 2.  | Ben Sim          | 360    |
| 3.  | Chris Darlington | 293    |
| 4.  | Valerio Leccardi | 180    |
| 5.  | Garrott Kuzzy    | 170    |
| 6.  | Alexei Almoukov  | 160    |
| 7.  | Leon Spiller     | 154    |
| 8.  | Noah Hoffman     | 145    |
| 9.  | Bobby Miller     | 137    |
| 10. | Ewan Watson      | 132    |